# Пенні Кумс
Пе́нні Кумс (англ. Penny Coomes; *6 квітня 1989, Ескотт, Беркшир, Велика Британія) — британська фігуристка, що виступає у танцях на льоду в парі з Ніколасом Баклендом. Вони — срібні призери Чемпіонату Великої Британії з фігурного катання, учасники в сезоні 2009/2010 інших престижних змагань — Чемпіонату Європи з фігурного катання (16-е місце) та XXI Зимової Олімпіади у Ванкувері (20-е місце).

## Кар'єра
Пенні Кумс і Ніколас Бакленд катаються в парі, починаючи від 2005 року. У 2008 році фігуристи перемогли на Чемпіонаті Великої Британії з фігурного катання серед юніорів. У тому ж (2008) році вони дебютували на міжнародному дорослому рівні, посівши на турнірі «Finlandia Trophy»—2008 9-е місце. 
На міжнародних змаганнях значних успіхів пара не досягала. Найкращі їхні результати показані в сезоні 2009/2010 — 4-е місце на Меморіалі Ондрея Непела в 2009 році, причому після виконання обов'язкового танцю вони йшли на 2-му місці, а також бронза на турнірі «Золотий ковзан Загреба».
Від грудня 2009 року пара тренується в групі Євгена Платова.
Завоювавши на Чемпіонаті Великої Британії з фігурного катання 2010 року срібні медалі, фігуристи були включені у Британську олімпійську збірну для участі в турнірі танцюристів на льоду на XXI-х Зимових Олімпійських іграх (Ванкувер, 2010), де посіли 20-е місце (з 23 пар).

## Спортивні досягнення
| Сезони/Змагання                                 | 2005/2006 | 2006/2007 | 2007/2008 | 2008/2009 | 2009/2010 |
| ----------------------------------------------- | --------- | --------- | --------- | --------- | --------- |
| Зимові Олімпійські ігри                         |           |           |           |           | 20        |
| Чемпіонати Європи з фігурного катання           |           |           |           |           | 16        |
| Чемпіонати Великої Британії з фігурного катання | 5J.       | 2J.       | 1J.       |           | 2         |
| Турніри: «Золотий ковзан Загреба»               |           |           |           | WD        | 3         |
| Турніри: «Finlandia Trophy»                     |           |           |           | 9         |           |
| Меморіали Ондрея Непела                         |           |           |           |           | 4         |
| Турніри: «Ice Challenge»                        |           |           |           |           | 9         |
| Зимові Універсіади                              |           |           |           | 15        |           |
| Етапи юніорського Гран-Прі, Німеччина           |           |           | 13J.      |           |           |
| Етапи юніорського Гран-Прі, Велика Британія     |           |           | 10J.      |           |           |

- * J = юніорський рівень * WD = знялися зі змагань

## Виноски
1. ↑  BOA confirm figure skating squad for Vancouver Olympics [Архівовано 8 жовтня 2011 у Wayback Machine.] (англ.)